# Rhinoppia truncata
Rhinoppia truncata är en kvalsterart som först beskrevs av Iturrondobeitia och Saloña 1988.  Rhinoppia truncata ingår i släktet Rhinoppia och familjen Oppiidae. Inga underarter finns listade i Catalogue of Life.